# Будвитис, Антанас Йокубович
Антанас Йокубович Будвитис (16 августа 1928, Клайпедское районное самоуправление — 13 января 1998, Вильнюс) — советский хозяйственный, государственный и политический деятель, член-корреспондент ВАСХНИЛ.

## Биография
Родился в 1928 году в деревне Йоникайчай. Член КПСС.
С 1948 года — на хозяйственной, общественной и политической работе. В 1948—1996 гг. — выпускник Литовской сельскохозяйственной академии, ассистент, научный сотрудник, кандидат сельскохозяйственных наук, старший научный сотрудник, директор Литовского научно-исследовательского института земледелия, депутат Сейма Литовской Республики (1992—1996).
За разработку и внедрение прогрессивной технологии окультуривания земель и их интенсивного использования под культурные сенокосы и пастбища был в составе коллектива удостоен Государственной премии СССР 1976 года в области техники.
Заслуженный работник сельского хозяйства СССР (1988).
Умер в Вильнюсе в 1998 году.